# (659) Nestor
(659) Nestor ist ein Asteroid aus der Gruppe der Trojaner des Planeten Jupiter. Trojaner sind auch z. B. vom Mars bekannt. 
Benannt ist der Asteroid nach dem König Nestor aus der griechischen Mythologie.
Nestor wurde am 23. März 1908 von Max Wolf entdeckt. Der Asteroid läuft Jupiter auf dem Lagrange-Punkt L4 um 60° voraus.
Er bewegt sich dabei in einem Abstand von 4,6 AU (Perihel) bis 5,8 AU (Aphel) in rund 12 Jahren um die Sonne.
Nestors Durchmesser wird auf rund 110 km geschätzt. Er besitzt eine dunkle Oberfläche mit einer Albedo von 0,04. Während der Opposition erreicht Nestor eine Helligkeit von 15,8 mag.